# Бучачский, Михаил Мужило
Михаил «Мужило» Бучацкий (ок. 1390/1410 — 1469/1470) — польский шляхтич, староста снятынский и коломыйский, воевода подольский и каштелян каменецкий (1460—1470).

## Биография
Происходил из польского шляхетского рода Бучацких герба Абданк. Младший сын польского шляхтича и воеводы подольского Михаила Адванца (ум. 1392), владельца Бучача, и Маргариты Коло. Братья — генеральный староста подольский Теодор Бучацкий (ум. 1456) и воевода подольский Михаил Бучацкий (ум. 1438).
Так Михаил «Мужило» Бучацкий скончался приблизительно через 78 лет после Михаила Адванца из Бучача, пережив на несколько десятитлетий своих братьев Михаила и Теодора Бучацких, существует гипотеза, что он не мог быть его сыном, а внуком, старшим сыном Михаила Бучацкого из Подгаец. Его называли также Ян, Михаил.
В 1427 году ввел в Бучаче польское право. Осенью 1430 года после смерти великого князя литовского Витовта Михаил «Мужило» вместе с братьями Михаилом и Теодорихом Бучацкими выступили из Галиции и присоединили Западное Подолье к Польше, заняв замки Каменец-Подольский, Смотрич, Червоноград и Скалу.
В 1437 году Михаил «Мужило» Бучацкий получил в залог от польской короны староста снятынское и коломыйское в Русском воеводстве. После гибели своего старшего брата Михаила Бучацкого в 1438 году стал опекуном его малолетних сыновей и вдовы Эльжбеты (до 1444 года). 2 сентября 1439 года основал католический костёл в Михальче, передав ему село Репужинцы. К нему, вероятно, перешла родовая резиденция в Бучаче, поскольку он стал писаться Михаил из Бучача и Мужилова.
В 1454 году Михаил «Мужило» Бучацкий подписал договорную грамоту с молдавским канцлером Михаилом об уплате пошлины в Коломыи. В 1461 году ездил с посольством в Молдавию. В 1460 году получил должности воеводы подольского и каштеляна каменецкого.
Скончался в 1469 или 1470 году.

## Семья
Был дважды женат. Его первой женой была Ядвига, от брака с которой не имел детей. Вторично женился на Катажиной, от которой у него были три сына и две дочери:
- Михаил Бучацкий (ок. 1430 — после 1474), староста снятынский
- Ян Бучацкий
- Давид Бучацкий (ок. 1440—1485), воевода подольский, генеральный староста подольский
- Катажина Бучацкая, жена воеводы подольского Андрея Фредро (ок. 1410—1476)
- Маргарита Бучацкая, 1-й муж каштелян перемышльский Николай Кмита, 2-й муж Станислав из Яричева, 3-й муж львовский мещанин Юрашка Фредеричи